# 2011-es Tour de France
A 2011-es Tour de France a francia kerékpárverseny 98., 2011-es kiírása. 2011. július 2-án kezdődött, Passage du Gois-ból indult a mezőny és július 24-én ért véget, hagyományosan Párizsban.

## Szabályváltozások
A 2011-es Tour-on új szabályok lépnek életbe a pontverseny és a pöttyös trikóért folytatott verseny pontszámításai kapcsán.
Korábban a síknak minősített szakaszok során három gyorsasági részhajrá volt kijelölve, ahol az első három helyezett 6, 4, illetve 2 pontot kapott. 2011-ben csak egy részhajrá lesz az ilyen szakaszokon, ott viszont az első 20 pontot kap és a 15. is pontszerző lesz. Ennek célja, hogy a zöld trikó esélyeseinek egy nap kétszer is meg kelljen küzdeniük az értékes pontokért. A célban szerezhető pontok száma is megnőtt, a győztes 45 ponthoz jut a tavalyi 40 ponttal szemben. Az egyelőre nem ismert, hogy az egyéni időfutamokon, illetve a hegyi szakaszokon is bevezetésre kerülnek-e ezek a változtatások.
A hegyi pontversenyt tekintve korábban a kiemelt, első, vagy második kategóriás hegy pontjai duplán számítottak, ha hegyi befutóval ért véget a szakasz. 2011-ben csak a kiemelt szakaszok befutóit díjazzák dupla pontokkal, mint például a 12. (Luz Ardiden), 14. (Plateau de Beille), 18. (Col du Galibier) és 19. szakaszt (L’Alpe d’Huez). Ezt megelőzően az első kategóriás hegyen az első nyolc, a második kategóriás emelkedőn az első hat, míg a harmadik kategóriás hegyen az első négy versenyző kapott pontot. Most kategóriától függetlenül az első hat kerékpáros számít pontszerzőnek, ami alól kivétel a negyedik kategóriás emelkedő, ahol csak az első helyezett szerez pontot. Korábban könnyebben volt valószínűsíthető a pöttyös trikó győztese, az új rendszerrel több versenyző számára is elérhetővé válik a cím megszerzése.

## Részt vevő csapatok
| - Amerikai Egyesült Államok BMC Racing Team (BMC) HTC–Highroad (THR) Team Garmin–Cervélo (GRM) Team RadioShack (RSH) - Belgium Omega Pharma–Lotto (OLO) Quick-Step Cycling Team (QST) - Dánia Saxo Bank–SunGard (SBS) - Egyesült Királyság Sky Procycling (SKY) - Franciaország AG2R La Mondiale (ALM) Cofidis, Le Crédit en Ligne (COF) FDJ (FDJ) Saur–Sojasun (SAU) Team Europcar (EUC) | - Hollandia Rabobank Cycling Team (RAB) Vacansoleil–DCM Pro Cycling Team (VCD) - Kazahsztán Pro Team Astana (AST) - Luxemburg Team Leopard–Trek (LEO) - Olaszország Lampre–ISD (LAM) Liquigas–Cannondale (LIQ) - Oroszország Katyusa Team (KAT) - Spanyolország Euskaltel–Euskadi (EUS) Movistar Team (MOV) |

## Szakaszok
| Szakasz                 | Végpontok                 | Végpontok                         | Hossz     |                   | Jelleg            | Időpont               | Szakaszgyőztes       |
| Szakasz                 | Rajt                      | Cél                               | Hossz     |                   | Jelleg            | Időpont               | Szakaszgyőztes       |
| ----------------------- | ------------------------- | --------------------------------- | --------- | ----------------- | ----------------- | --------------------- | -------------------- |
| 1.                      | Passage du Gois           | Mont des Alouettes                | 191,5 km  | sík szakasz       | sík szakasz       | július 2., szombat    | Philippe Gilbert     |
| 2.                      | Les Essarts               | Les Essarts                       | 23 km     | csapatidőfutam    | csapatidőfutam    | július 3., vasárnap   | Team Garmin–Cervélo  |
| 3.                      | Olonne-sur-Mer            | Redon                             | 198 km    | sík szakasz       | sík szakasz       | július 4., hétfő      | Tyler Farrar         |
| 4.                      | Lorient                   | Mûr-de-Bretagne                   | 172,5 km  | sík szakasz       | sík szakasz       | július 5., kedd       | Cadel Evans          |
| 5.                      | Carhaix                   | Cap Fréhel                        | 164,5 km  | sík szakasz       | sík szakasz       | július 6., szerda     | Mark Cavendish       |
| 6.                      | Dinan                     | Lisieux                           | 226,5 km  | sík szakasz       | sík szakasz       | július 7., csütörtök  | Edvald Boasson Hagen |
| 7.                      | Le Mans                   | Châteauroux                       | 218 km    | sík szakasz       | sík szakasz       | július 8., péntek     | Mark Cavendish       |
| 8.                      | Aigurande                 | Super-Besse                       | 189 km    | sík/hegyi szakasz | sík/hegyi szakasz | július 9., szombat    | Rui Costa            |
| 9.                      | Issoire                   | Saint-Flour                       | 208 km    | sík/hegyi szakasz | sík/hegyi szakasz | július 10., vasárnap  | Luis León Sánchez    |
| Le Lioran Cantal        | Le Lioran Cantal          | Le Lioran Cantal                  | pihenőnap | pihenőnap         | pihenőnap         | július 11., hétfő     | július 11., hétfő    |
| 10.                     | Aurillac                  | Carmaux                           | 158 km    | sík szakasz       | sík szakasz       | július 12., kedd      | André Greipel        |
| 11.                     | Blaye-les-Mines           | Lavaur                            | 167,5 km  | sík szakasz       | sík szakasz       | július 13., szerda    | Mark Cavendish       |
| 12.                     | Cugnaux                   | Luz-Ardiden                       | 211 km    | hegyi szakasz     | hegyi szakasz     | július 14., csütörtök | Samuel Sánchez       |
| 13.                     | Pau                       | Lourdes                           | 152,5 km  | hegyi szakasz     | hegyi szakasz     | július 15., péntek    | Thor Hushovd         |
| 14.                     | Saint-Gaudens             | Plateau de Beille                 | 168,5 km  | hegyi szakasz     | hegyi szakasz     | július 16., szombat   | Jelle Vanendert      |
| 15.                     | Limoux                    | Montpellier                       | 192,5 km  | sík szakasz       | sík szakasz       | július 17., vasárnap  | Mark Cavendish       |
| Département de la Drôme | Département de la Drôme   | Département de la Drôme           | pihenőnap | pihenőnap         | pihenőnap         | július 18., hétfő     | július 18., hétfő    |
| 16.                     | Saint-Paul-Trois-Châteaux | Gap                               | 162,5 km  | sík/hegyi szakasz | sík/hegyi szakasz | július 19., kedd      | Thor Hushovd         |
| 17.                     | Gap                       | Pinerolo                          | 179 km    | hegyi szakasz     | hegyi szakasz     | július 20., szerda    | Edvald Boasson Hagen |
| 18.                     | Pinerolo                  | Col du Galibier / Serre Chevalier | 200,5 km  | hegyi szakasz     | hegyi szakasz     | július 21., csütörtök | Andy Schleck         |
| 19.                     | Modane                    | Alpe d’Huez                       | 109,5 km  | hegyi szakasz     | hegyi szakasz     | július 22., péntek    | Pierre Rolland       |
| 20.                     | Grenoble                  | Grenoble                          | 42,5 km   | egyéni időfutam   | egyéni időfutam   | július 23., szombat   | Tony Martin          |
| 21.                     | Créteil                   | Párizs, Champs-Élysées            | 95 km     | sík szakasz       | sík szakasz       | július 24., vasárnap  | Mark Cavendish       |

## Összetett eredmények

### Sárga trikó
| #   | Versenyző              | Csapat | Idő         |
| --- | ---------------------- | ------ | ----------- |
| 1.  | Cadel Evans            | BMC    | 86h 12' 22" |
| 2.  | Andy Schleck           | LEO    | + 1' 34"    |
| 3.  | Fränk Schleck          | LEO    | + 2' 30"    |
| 4.  | Thomas Voeckler        | EUC    | + 3' 20"    |
| 5.  | Samuel Sánchez         | EUS    | + 4' 55"    |
| 6.  | Damiano Cunego         | LAM    | + 6' 05"    |
| 7.  | Ivan Basso             | LIQ    | + 7' 23"    |
| 8.  | Tom Danielson          | GRM    | + 8' 15"    |
| 9.  | Jean-Christophe Péraud | ALM    | + 10' 11"   |
| 10. | Pierre Rolland         | EUC    | + 10' 43"   |
| 11. | Rein Taaramae          | COF    | + 11' 29"   |
| 12. | Kevin De Weert         | QST    | + 16' 29"   |
| 13. | Jerome Coppel          | SAU    | + 18' 36"   |
| 14. | Arnold Jeannesson      | FDJ    | + 21' 20"   |
| 15. | Haimar Zubeldia        | RSH    | + 26' 23"   |
| 16. | Christian Vandevelde   | GRM    | + 27' 12"   |
| 17. | Ryder Hesjedal         | GRM    | + 27' 14"   |
| 18. | Peter Velits           | THR    | + 28' 54"   |
| 19. | Jelle Vanendert        | OLO    | + 32' 41"   |
| 20. | Rob Ruijgh             | VCD    | + 33' 04"   |

### Zöld trikó
| #   | Versenyző            | Csapat | Pont     |
| --- | -------------------- | ------ | -------- |
| 1.  | Mark Cavendish       | THR    | 334 pont |
| 2.  | José Joaquín Rojas   | MOV    | 272 pont |
| 3.  | Philippe Gilbert     | OLO    | 236 pont |
| 4.  | Cadel Evans          | BMC    | 208 pont |
| 5.  | Thor Hushovd         | GRM    | 195 pont |
| 6.  | Edvald Boasson Hagen | SKY    | 192 pont |
| 7.  | André Greipel        | OLO    | 160 pont |
| 8.  | Tyler Farrar         | GRM    | 127 pont |
| 9.  | Samuel Sánchez       | EUS    | 105 pont |
| 10. | Alberto Contador     | SBS    | 105 pont |

### Pöttyös trikó
| #   | Versenyző         | Csapat | Pont     |
| --- | ----------------- | ------ | -------- |
| 1.  | Samuel Sánchez    | EUS    | 108 pont |
| 2.  | Andy Schleck      | LEO    | 98 pont  |
| 3.  | Jelle Vanendert   | OLO    | 74 pont  |
| 4.  | Cadel Evans       | BMC    | 58 pont  |
| 5.  | Fränk Schleck     | LEO    | 56 pont  |
| 6.  | Alberto Contador  | SBS    | 51 pont  |
| 7.  | Jérémy Roy        | FDJ    | 45 pont  |
| 8.  | Pierre Rolland    | EUC    | 44 pont  |
| 9.  | Maxim Iglinsky    | AST    | 40 pont  |
| 10. | Johnny Hoogerland | VCD    | 40 pont  |

### Fehér trikó
| #   | Versenyző         | Csapat | Idő          |
| --- | ----------------- | ------ | ------------ |
| 1.  | Pierre Rolland    | EUC    | 86h 23' 05"  |
| 2.  | Rein Taaramäe     | COF    | + 46"        |
| 3.  | Jérôme Coppel     | SAU    | + 7' 53"     |
| 4.  | Arnold Jeannesson | FDJ    | + 10' 37"    |
| 5.  | Rob Ruijgh        | VCD    | + 22' 21"    |
| 6.  | Rigoberto Urán    | SKY    | + 32' 05"    |
| 7.  | Geraint Thomas    | SKY    | + 50' 05"    |
| 8.  | Robert Gesink     | RAB    | + 54' 26"    |
| 9.  | Cyril Gautier     | EUC    | + 1h 17' 00" |
| 10. | Andrey Zeits      | AST    | + 1h 21' 05" |

### Csapatverseny
| #   | Csapat                    | Idő          |
| --- | ------------------------- | ------------ |
| 1.  | Team Garmin–Cervélo (GRM) | 258h 18' 49" |
| 2.  | Team Leopard–Trek (LEO)   | + 11' 04"    |
| 3.  | AG2R La Mondiale (ALM)    | + 11' 20"    |
| 4.  | Team Europcar (EUC)       | + 41' 53"    |
| 5.  | Euskaltel–Euskadi (EUS)   | + 52' 00"    |
| 6.  | Sky Procycling (SKY)      | + 58' 24"    |
| 7.  | Katyusa (KAT)             | + 1h 09' 39" |
| 8.  | Saxo Bank–Sungard (SBS)   | + 1h 16' 12" |
| 9.  | FDJ (FDJ)                 | + 1h 30' 16" |
| 10. | Cofidis (COF)             | + 1h 47' 29" |

## Összegzés
| Szakasz (győztes)                      | Összetett verseny Maillot jaune | Pontverseny Maillot vert | Hegyi pontverseny Maillot à pois rouges | Fiatalok versenye Maillot blanc | Csapatverseny Classement par équipe | Legaktívabb versenyző Prix de combativité |
| -------------------------------------- | ------------------------------- | ------------------------ | --------------------------------------- | ------------------------------- | ----------------------------------- | ----------------------------------------- |
| 1. szakasz (Philippe Gilbert)          | Philippe Gilbert                | Philippe Gilbert         | Philippe Gilbert                        | Geraint Thomas                  | Omega Pharma–Lotto                  | Perrig Quemeneur                          |
| 2. szakasz (TTT) (Team Garmin–Cervélo) | Thor Hushovd                    | Philippe Gilbert         | Philippe Gilbert                        | Geraint Thomas                  | Team Garmin–Cervélo                 | nem osztanak                              |
| 3. szakasz (Tyler Farrar)              | Thor Hushovd                    | José Joaquín Rojas       | Philippe Gilbert                        | Geraint Thomas                  | Team Garmin–Cervélo                 | Mickaël Delage                            |
| 4. szakasz (Cadel Evans)               | Thor Hushovd                    | José Joaquín Rojas       | Cadel Evans                             | Geraint Thomas                  | Team Garmin–Cervélo                 | Jérémy Roy                                |
| 5. szakasz (Mark Cavendish)            | Thor Hushovd                    | Philippe Gilbert         | Cadel Evans                             | Geraint Thomas                  | Team Garmin–Cervélo                 | José Iván Gutiérrez                       |
| 6. szakasz (Edvald Boasson Hagen)      | Thor Hushovd                    | Philippe Gilbert         | Johnny Hoogerland                       | Geraint Thomas                  | Team Garmin–Cervélo                 | Adriano Malori                            |
| 7. szakasz (Mark Cavendish)            | Thor Hushovd                    | José Joaquín Rojas       | Johnny Hoogerland                       | Robert Gesink                   | Team Garmin–Cervélo                 | Yannick Talabardon                        |
| 8. szakasz (Rui Costa)                 | Thor Hushovd                    | Philippe Gilbert         | Tejay van Garderen                      | Robert Gesink                   | Team Garmin–Cervélo                 | Tejay van Garderen                        |
| 9. szakasz (Luis León Sánchez)         | Thomas Voeckler                 | Philippe Gilbert         | Johnny Hoogerland                       | Robert Gesink                   | Team Europcar                       | Juan Antonio Flecha és Johnny Hoogerland  |
| 10. szakasz (André Greipel)            | Thomas Voeckler                 | Philippe Gilbert         | Johnny Hoogerland                       | Robert Gesink                   | Team Europcar                       | Marco Marcato                             |
| 11. szakasz (Mark Cavendish)           | Thomas Voeckler                 | Mark Cavendish           | Johnny Hoogerland                       | Robert Gesink                   | Team Europcar                       | Mickaël Delage                            |
| 12. szakasz (Samuel Sánchez)           | Thomas Voeckler                 | Mark Cavendish           | Samuel Sánchez                          | Arnold Jeannesson               | Team Leopard–Trek                   | Geraint Thomas                            |
| 13. szakasz (Thor Hushovd)             | Thomas Voeckler                 | Mark Cavendish           | Jérémy Roy                              | Arnold Jeannesson               | Team Garmin–Cervélo                 | Jérémy Roy                                |
| 14. szakasz (Jelle Vanendert)          | Thomas Voeckler                 | Mark Cavendish           | Jelle Vanendert                         | Rigoberto Urán                  | Team Leopard–Trek                   | Sandy Casar                               |
| 15. szakasz (Mark Cavendish)           | Thomas Voeckler                 | Mark Cavendish           | Jelle Vanendert                         | Rigoberto Urán                  | Team Leopard–Trek                   | Niki Terpstra                             |
| 16. szakasz (Thor Hushovd)             | Thomas Voeckler                 | Mark Cavendish           | Jelle Vanendert                         | Rigoberto Urán                  | Team Garmin–Cervélo                 | Mihail Ignatyjev                          |
| 17. szakasz (Edvald Boasson Hagen)     | Thomas Voeckler                 | Mark Cavendish           | Jelle Vanendert                         | Rigoberto Urán                  | Team Garmin–Cervélo                 | Ruben Perez Moreno                        |
| 18. szakasz (Andy Schleck)             | Thomas Voeckler                 | Mark Cavendish           | Jelle Vanendert                         | Rein Taaramäe                   | Team Garmin–Cervélo                 | Andy Schleck                              |
| 19. szakasz (Pierre Rolland)           | Andy Schleck                    | Mark Cavendish           | Samuel Sánchez                          | Pierre Rolland                  | Team Garmin–Cervélo                 | Alberto Contador                          |
| 20. szakasz (ITT) (Tony Martin)        | Cadel Evans                     | Mark Cavendish           | Samuel Sánchez                          | Pierre Rolland                  | Team Garmin–Cervélo                 | nem osztanak                              |
| 21. szakasz (Mark Cavendish)           | Cadel Evans                     | Mark Cavendish           | Samuel Sánchez                          | Pierre Rolland                  | Team Garmin–Cervélo                 | nem osztanak                              |
| Végeredmény                            | Cadel Evans                     | Mark Cavendish           | Samuel Sánchez                          | Pierre Rolland                  | Team Garmin–Cervélo                 | Jérémy Roy                                |

## Statisztika
Szakaszgyőzelmek országonként
| Ország             | Győzelmek száma | Győztesek (győzelmeik száma)               |
| ------------------ | --------------- | ------------------------------------------ |
| Egyesült Királyság | 5               | Mark Cavendish (5)                         |
| Norvégia           | 4               | Thor Hushovd (2), Edvald Boasson Hagen (2) |
| Belgium            | 2               | Philippe Gilbert (1), Jelle Vanendert (1)  |
| Németország        | 2               | André Greipel (1), Tony Martin (1)         |
| Spanyolország      | 2               | Luis León Sánchez (1), Samuel Sánchez (1)  |
| Ausztrália         | 1               | Cadel Evans                                |
| Franciaország      | 1               | Pierre Rolland                             |
| Luxemburg          | 1               | Andy Schleck                               |
| Portugália         | 1               | Rui Costa                                  |
| USA                | 1               | Tyler Farrar                               |

Szakaszgyőzelmek csapatonként
| Csapat                    | Győzelmek száma | Győztesek (győzelmeik száma)                                 |
| ------------------------- | --------------- | ------------------------------------------------------------ |
| HTC–Highroad (THR)        | 6               | Mark Cavendish (5), Tony Martin (1)                          |
| Team Garmin–Cervélo (GRM) | 4               | Thor Hushovd (2), Tyler Farrar (1), csapatidőfutam           |
| Omega Pharma–Lotto (OLO)  | 3               | Philippe Gilbert (1), André Greipel (1), Jelle Vanendert (1) |
| Sky Procycling (SKY)      | 2               | Edvald Boasson Hagen (2)                                     |
| BMC Racing Team (BMC)     | 1               | Cadel Evans                                                  |
| Euskaltel–Euskadi (EUS)   | 1               | Samuel Sánchez                                               |
| Movistar Team (MOV)       | 1               | Rui Costa                                                    |
| Rabobank (RAB)            | 1               | Luis León Sánchez                                            |
| Team Europcar (EUC)       | 1               | Pierre Rolland                                               |
| Team Leopard–Trek (LEO)   | 1               | Andy Schleck                                                 |